# فرانك لويس (لاعب كرة قدم أمريكية)
فرانك لويس (بالإنجليزية: Frank Lewis)‏ هو لاعب كرة قدم أمريكية أمريكي، ولد في 4 يوليو 1947 في هوما في الولايات المتحدة.

## وصلات خارجية
- فرانك براون على موقع مرجع كرة القدم المحترفة.كوم (الإنجليزية)
- فرانك براون على موقع قاعة لويزيانا للمشاهير الرياضية (الإنجليزية)